# Delano Lewis
Delano Eugene Lewis (Arkansas City, Kansas, 12 de noviembre de 1938-Las Cruces, Nuevo México, 2 de agosto de 2023) fue un abogado, empresario y diplomático estadounidense. Afiliado al Partido Demócrata, entre 1999 y 2001 se desempeñó como embajador en Sudáfrica. Anteriormente, ocupó cargos de liderazgo en el Cuerpo de Paz y la Radio Pública Nacional. Es el padre del actor Phill Lewis.

## Primeros años y educación
Lewis nació en una familia de “fervientes demócratas”. Recibió su nombre de Franklin Delano Roosevelt. Es el único hijo de Raymond Ernest Lewis, un porteador del Ferrocarril de Santa Fe, y Enna L. Wordlow, un ama de casa.
Lewis asistió a Sumner High School, en Kansas City, y se graduó en 1956. Asistió a Boys State en sus dos últimos años de secundaria.
Lewis se graduó de la Universidad de Kansas en 1960, donde fue compañero de clase de Wilt Chamberlain. Obtuvo una licenciatura en derecho de la Facultad de Derecho de la Universidad Washburn en Topeka, en 1963. Trabajó a tiempo completo en la Clínica Menninger mientras asistía a la facultad de derecho.

## Carrera
Después de graduarse, Lewis comenzó a trabajar como abogado en el Departamento de Justicia de los Estados Unidos, y luego en la Oficina de Cumplimiento de la Comisión de Igualdad de Oportunidades en el Empleo. Fue director asociado y director de país del Cuerpo de Paz en Nigeria y Uganda de 1966 a 1969.
Lewis fue asistente legislativo del senador Edward Brooke y del delegado Walter E. Fauntroy. Dirigió el equipo de transición de la alcaldía de Marion Barry en 1978 y el comité financiero de su campaña de reelección en 1982.
Se unió a The Chesapeake & Potomac Telephone Company en 1973 como gerente de asuntos públicos, y se convirtió en su director ejecutivo en 1990. En 1988, Lewis se desempeñó durante un año como presidente de la Junta del Greater Washington Board of Trade, y comenzó un mandato como presidente del recién formado City National Bank of Washington, que finalmente cerró en 1993.
En 1993, Lewis se convirtió en presidente y director ejecutivo de la Radio Pública Nacional. Durante su mandato, se desempeñó durante tres años en la junta de Apple Computer, citando «presionantes demandas de tiempo» como la razón para irse en 1997. Renunció a NPR en 1998.
Lewis también fue miembro de la junta directiva de Black Entertainment Television, y ha formado parte de las juntas directivas de Colgate-Palmolive, Halliburton y Eastman Kodak.
El presidente Bill Clinton nombró a Lewis embajador de Estados Unidos en Sudáfrica, cargo que ocupó de 1999 a 2001. Prestó juramento ante el juez federal John Edwards Conway, un compañero de clase en la facultad de derecho. Más tarde, Lewis y su esposa se mudaron a Las Cruces, Nuevo México, donde comenzó una consultoría, Lewis & Associates. En 2006, fue nombrado miembro principal de la Universidad Estatal de Nuevo México. Al año siguiente, fue nombrado director fundador del Instituto de Relaciones Internacionales de la Universidad Estatal de Nuevo México.

## Vida personal
Lewis es miembro de la fraternidad Alpha Phi Alpha, de la que fue elegido presidente mientras estaba en la Universidad de Kansas.
Lewis se casó en 1960 con Gayle Carolyn Jones, con quien tiene cuatro hijos: Delano Jr., Geoffrey, Brian y Phill. A pesar de haber tenido una educación bautista, Lewis se convirtió al catolicismo cuando se casó.
Murió el 2 de agosto de 2023, a los 84 años de edad.